# عزبة فرنوى
قرية عزبة فرنوى هي إحدى القرى التابعة لمركز شبراخيت في محافظة البحيرة في جمهورية مصر العربية. حسب إحصاءات سنة 2006، بلغ إجمالي السكان في عزبة فرنوى 2509 نسمة، منهم 1314 رجل و1195 امرأة.